# Campeonato Soviético de Xadrez de 1989
O Campeonato Soviético de Xadrez de 1989 foi a 56ª edição do Campeonato de xadrez da URSS, realizado em Odessa, 23 de setembro de 1989 a 15 de outubro de 1989. O campeão foi Rafael Vaganian. Semifinais classificatorias para a Primewira Liga ocorreram em Barnaul, Blagoveshchensk e Ujhorod; dois torneios da Primeira Liga, classificatórios para a final, foram realizados em Klaipeda e Simferopol.

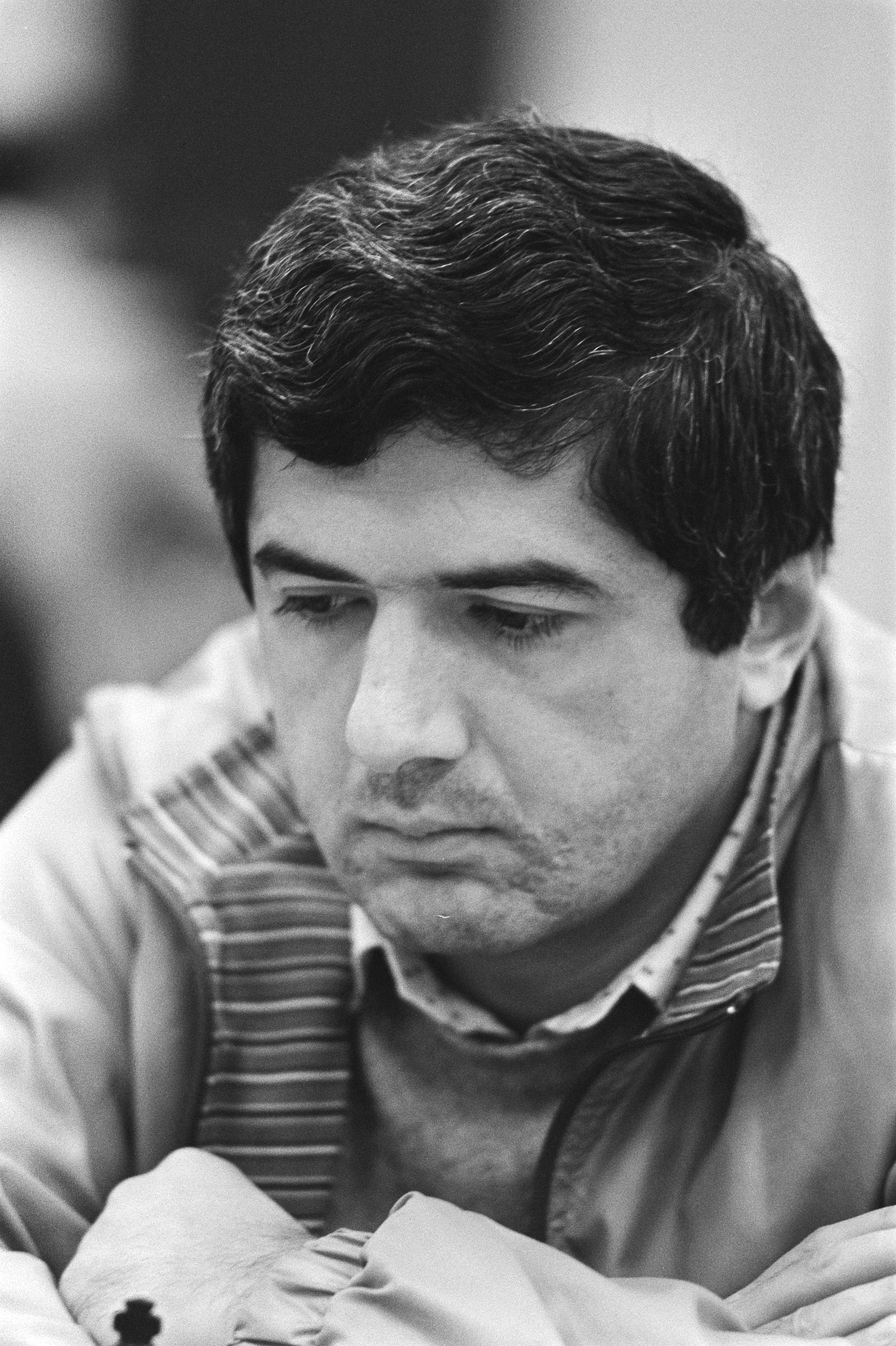
Rafael Vaganian

## Classificatórios

### Semifinais
Classificatórios para a Primeira Liga foram realizadas em agosto de 1988 nas cidades de Barnaul, Blagoveshchensk e Ujhorod.

### Primeira Liga
Dois torneios da Primeira Liga, qualificatórios para a final, foram realizados.
| N° | Jogador              | Rating | 1 | 2 | 3 | 4 | 5 | 6 | 7 | 8 | 9 | 10 | 11 | 12 | 13 | 14 | 15 | 16 | 17 | Total |
| -- | -------------------- | ------ | - | - | - | - | - | - | - | - | - | -- | -- | -- | -- | -- | -- | -- | -- | ----- |
| 1  | Sergey Dolmatov      | 2550   | - | ½ | ½ | ½ | 0 | 1 | 1 | ½ | ½ | ½  | 1  | ½  | 1  | ½  | ½  | 1  | 1  | 10½   |
| 2  | Boris Gelfand        | 2585   | ½ | - | ½ | ½ | ½ | ½ | 0 | ½ | ½ | 1  | 1  | 1  | ½  | 1  | 1  | 1  | ½  | 10½   |
| 3  | Lev Psakhis          | 2560   | ½ | ½ | - | ½ | ½ | ½ | ½ | ½ | ½ | 1  | ½  | ½  | 1  | ½  | ½  | 1  | 1  | 10    |
| 4  | Yuri Balashov        | 2540   | ½ | ½ | ½ | - | ½ | ½ | ½ | ½ | 1 | ½  | ½  | ½  | 1  | ½  | ½  | ½  | 1  | 9½    |
| 5  | Lembit Oll           | 2475   | 1 | ½ | ½ | ½ | - | 0 | ½ | ½ | ½ | ½  | ½  | ½  | ½  | 1  | 1  | 0  | 1  | 9     |
| 6  | Ilia Smirin          | 2500   | 0 | ½ | ½ | ½ | 1 | - | 1 | ½ | ½ | ½  | ½  | ½  | ½  | ½  | ½  | ½  | 1  | 9     |
| 7  | Konstantin Aseev     | 2445   | 0 | 1 | ½ | ½ | ½ | 0 | - | 1 | 0 | ½  | ½  | ½  | ½  | ½  | 1  | 1  | 1  | 9     |
| 8  | Yury Dokhoian        | 2520   | ½ | ½ | ½ | ½ | ½ | ½ | 0 | - | ½ | ½  | ½  | ½  | ½  | 1  | ½  | ½  | ½  | 8     |
| 9  | Eduardas Rozentalis  | 2490   | ½ | ½ | ½ | 0 | ½ | ½ | 1 | ½ | - | ½  | ½  | ½  | 1  | 0  | ½  | ½  | 0  | 7½    |
| 10 | Adrian Mikhalchishin | 2480   | ½ | 0 | 0 | ½ | ½ | ½ | ½ | ½ | ½ | -  | ½  | ½  | 1  | ½  | ½  | ½  | ½  | 7½    |
| 11 | Sergey Ionov         | 2360   | 0 | 0 | ½ | ½ | ½ | ½ | ½ | ½ | ½ | ½  | -  | ½  | ½  | ½  | ½  | ½  | 1  | 7½    |
| 12 | Ratmir Kholmov       | 2475   | ½ | 0 | ½ | ½ | ½ | ½ | ½ | ½ | ½ | ½  | ½  | -  | ½  | ½  | ½  | 0  | ½  | 7     |
| 13 | Alexei Shirov        | 2380   | 0 | ½ | 0 | 0 | ½ | ½ | ½ | ½ | 0 | 0  | ½  | ½  | -  | 1  | ½  | 1  | 1  | 7     |
| 14 | Alexander Goldin     | 2530   | ½ | 0 | ½ | ½ | 0 | ½ | ½ | 0 | 1 | ½  | ½  | ½  | 0  | -  | 1  | ½  | 0  | 6½    |
| 15 | Andrei Lukin         | 2430   | ½ | 0 | ½ | ½ | 0 | ½ | 0 | ½ | ½ | ½  | ½  | ½  | ½  | 0  | -  | ½  | 1  | 6½    |
| 16 | Elmar Magerramov     | 2430   | 0 | 0 | 0 | ½ | 1 | ½ | 0 | ½ | ½ | ½  | ½  | 1  | 0  | ½  | ½  | -  | ½  | 6½    |
| 17 | Aidyn Guseinov       | 2325   | 0 | ½ | 0 | 0 | 0 | 0 | 0 | ½ | 1 | ½  | 0  | ½  | 0  | 1  | 0  | ½  | -  | 4½    |

| N° | Jogador             | Rating | 1 | 2 | 3 | 4 | 5 | 6 | 7 | 8 | 9 | 10 | 11 | 12 | 13 | 14 | 15 | 16 | 17 | 18 | Total |
| -- | ------------------- | ------ | - | - | - | - | - | - | - | - | - | -- | -- | -- | -- | -- | -- | -- | -- | -- | ----- |
| 1  | Semyon Dvoirys      | 2440   | - | ½ | 0 | 0 | 1 | ½ | ½ | 0 | 1 | ½  | 1  | 1  | ½  | 1  | ½  | 1  | 1  | 1  | 11    |
| 2  | Vladimir Tukmakov   | 2590   | ½ | - | ½ | ½ | ½ | ½ | 1 | 0 | ½ | 1  | ½  | ½  | ½  | 1  | 1  | ½  | ½  | 1  | 10½   |
| 3  | Vladimir Malaniuk   | 2520   | 1 | ½ | - | ½ | ½ | 1 | ½ | 1 | 1 | ½  | ½  | ½  | ½  | ½  | ½  | ½  | ½  | ½  | 10½   |
| 4  | Konstantin Lerner   | 2530   | 1 | ½ | ½ | - | ½ | 0 | ½ | 1 | 1 | ½  | ½  | ½  | ½  | ½  | ½  | 0  | 1  | 1  | 10    |
| 5  | Giorgi Giorgadze    |        | 0 | ½ | ½ | ½ | - | 1 | 0 | ½ | ½ | ½  | ½  | ½  | ½  | 1  | 1  | ½  | 1  | 1  | 10    |
| 6  | Alexey Dreev        | 2495   | ½ | ½ | 0 | 1 | 0 | - | ½ | ½ | 1 | ½  | ½  | ½  |    | 1  | 1  | 1  | ½  | ½  | 9½    |
| 7  | Mikhail Ulybin      | 2390   | ½ | 0 | ½ | ½ | 1 | ½ | - | 0 | ½ | ½  | ½  | 0  | ½  | 1  | 1  | 1  | 1  | ½  | 9½    |
| 8  | Leonid Yudasin      | 2505   | 1 | 1 | 0 | 0 | ½ | ½ | 1 | - | ½ | ½  | ½  | ½  | ½  | ½  | ½  | 1  | ½  | ½  | 9½    |
| 9  | Andrei Kovalev      | 2440   | 0 | ½ | 0 | 0 | ½ | 0 | ½ | ½ | - | 1  | ½  | ½  | ½  | 1  | 1  | 1  | ½  | ½  | 8½    |
| 10 | Oleg Romanishin     | 2550   | ½ | 0 | ½ | ½ | ½ | ½ | ½ | ½ | 0 | -  | ½  | ½  | ½  | ½  | 0  | 1  | 1  | 1  | 8½    |
| 11 | Alexander Khalifman | 2530   | 0 | ½ | ½ | ½ | ½ | ½ | ½ | ½ | ½ | ½  | -  | ½  | ½  | ½  | ½  | ½  | ½  | 1  | 8½    |
| 12 | Stanislav Savchenko | 2480   | 0 | ½ | ½ | ½ | ½ | ½ | 1 | ½ | ½ | ½  | ½  | -  | ½  | 0  | ½  | ½  | ½  | ½  | 8     |
| 13 | Andrei Kharitonov   | 2550   | ½ | ½ | ½ | ½ | ½ |   | ½ | ½ | ½ | ½  | ½  | ½  | -  | ½  | ½  | ½  | ½  | ½  | 8     |
| 14 | Alex Yermolinsky    | 2460   | 0 | 0 | ½ | ½ | 0 | 0 | 0 | ½ | 0 | ½  | ½  | 1  | ½  | -  | ½  | 1  | ½  | 1  | 7     |
| 15 | Leonid Yurtaev      | 2485   | ½ | 0 | ½ | ½ | 0 | 0 | 0 | ½ | 0 | 1  | ½  | ½  | ½  | ½  | -  | ½  | 1  | ½  | 7     |
| 16 | Lasha Janjgava      | 2470   | 0 | ½ | ½ | 1 | ½ | 0 | 0 | 0 | 0 | 0  | ½  | ½  | ½  | 0  | ½  | -  | 1  | ½  | 6     |
| 17 | Smbat Lputian       | 2540   | 0 | ½ | ½ | 0 | 0 | ½ | 0 | ½ | ½ | 0  | ½  | ½  | ½  | ½  | 0  | 0  | -  | ½  | 5     |
| 18 | Leonid Basin        | 2350   | 0 | 0 | ½ | 0 | 0 | ½ | ½ | ½ | ½ | 0  | 0  | ½  | ½  | 0  | ½  | ½  | ½  | -  | 5     |

## Final
| N° | Jogador             | Rating | 1 | 2 | 3 | 4 | 5 | 6 | 7 | 8 | 9 | 10 | 11 | 12 | 13 | 14 | 15 | 16 | Total |
| -- | ------------------- | ------ | - | - | - | - | - | - | - | - | - | -- | -- | -- | -- | -- | -- | -- | ----- |
| 1  | Rafael Vaganian     | 2585   | - | 0 | 0 | ½ | ½ | ½ | 1 | ½ | 1 | ½  | ½  | ½  | 1  | 1  | ½  | 1  | 9     |
| 2  | Alexander Beliavsky | 2620   | 1 | - | ½ | 0 | 1 | 1 | ½ | ½ | 1 | ½  | 0  | 1  | 0  | ½  | 0  | 1  | 8½    |
| 3  | Boris Gelfand       | 2590   | 1 | ½ | - | ½ | ½ | ½ | ½ | ½ | 1 | 0  | 1  | ½  | ½  | 1  | 0  | ½  | 8½    |
| 4  | Sergey Dolmatov     | 2615   | ½ | 1 | ½ | - | ½ | 1 | ½ | 0 | 1 | 0  | ½  | 0  | 1  | 0  | 1  | 1  | 8½    |
| 5  | Vereslav Eingorn    | 2560   | ½ | 0 | ½ | ½ | - | 0 | ½ | ½ | ½ | ½  | 1  | 1  | 1  | ½  | 1  | ½  | 8½    |
| 6  | Lembit Oll          | 2550   | ½ | 0 | ½ | 0 | 1 | - | ½ | 1 | 0 | ½  | 1  | ½  | ½  | ½  | 1  | ½  | 8     |
| 7  | Konstantin Lerner   | 2530   | 0 | ½ | ½ | ½ | ½ | ½ | - | 1 | ½ | 1  | 0  | ½  | ½  | ½  | ½  | 1  | 8     |
| 8  | Alexey Dreev        | 2570   | ½ | ½ | ½ | 1 | ½ | 0 | 0 | - | ½ | ½  | ½  | ½  | 1  | ½  | ½  | ½  | 7½    |
| 9  | Konstantin Aseev    | 2485   | 0 | 0 | 0 | 0 | ½ | 1 | ½ | ½ | - | ½  | ½  | ½  | ½  | 1  | 1  | 1  | 7½    |
| 10 | Andrei Sokolov      | 2595   | ½ | ½ | 1 | 1 | ½ | ½ | 0 | ½ | ½ | -  | ½  | 0  | ½  | ½  | ½  | 0  | 7     |
| 11 | Vladimir Tukmakov   | 2565   | ½ | 1 | 0 | ½ | 0 | 0 | 1 | ½ | ½ | ½  | -  | 1  | 0  | 1  | ½  | 0  | 7     |
| 12 | Giorgi Giorgadze    |        | ½ | 0 | ½ | 1 | 0 | ½ | ½ | ½ | ½ | 1  | 0  | -  | ½  | 1  | 0  | ½  | 7     |
| 13 | Yuri Balashov       | 2535   | 0 | 1 | ½ | 0 | 0 | ½ | ½ | 0 | ½ | ½  | 1  | ½  | -  | ½  | ½  | ½  | 6½    |
| 14 | Semen Dvoirys       | 2520   | 0 | ½ | 0 | 1 | ½ | ½ | ½ | ½ | 0 | ½  | 0  | 0  | ½  | -  | 1  | 1  | 6½    |
| 15 | Vladimir Malaniuk   | 2560   | ½ | 1 | 1 | 0 | 0 | 0 | ½ | ½ | 0 | ½  | ½  | 1  | ½  | 0  | -  | 0  | 6     |
| 16 | Ilia Smirin         | 2530   | 0 | 0 | ½ | 0 | ½ | ½ | 0 | ½ | 0 | 1  | 1  | ½  | ½  | 0  | 1  | -  | 6     |